# ویلبارستون
ویلبارستون (به انگلیسی: Wilbarston) یک روستا و محله مدنی در بریتانیا است که در Kettering واقع شده‌است. ویلبارستون ۷۵۳ نفر جمعیت دارد.